# Silpheed
Silpheed (シルフィード?) är ett shoot 'em up-spel utvecklat av Game Arts, och designat av Takeshi Miyaji. Spelet debuterade till PC-8801 i Japan 1986, för att därefter porteras till Fujitsu FM-7 och MS-DOS. En remake gjordes senare till Mega-CD, och uppföljaren Silpheed: The Lost Planet släpptes till Playstation 2.
Spelet är en tredjepersonsskjutare, och använde sig av för sin tid avancerad grafik.

## Handling
År 2032 upptäcktes en utomjordisk rymdfarkost, och mänskligheten avancerade snabbt i teknisk utveckling, och rymdkolonisation möjliggjordes. När en terrorist stulit missiler och den militära rymdfarkosten Glorie, varnar superdatorn "Yggdrassil". Jordens sista hopp står nu till piloten på rymdfarkosten Silpheed.

### Fotnoter
1. ↑  ”Silpheed designer dies aged 45”. Edge. Next-Gen.biz. 1 augusti 2011. Arkiverad från originalet den 31 december 2012. https://archive.is/20121231093903/http://www.edge-online.com/news/silpheed-designer-dies-aged-45/. Läst 8 juni 2014.
2. ↑  ”Silpheed - Sega CD (1993)”. Hardcore Gaming 101. 1 augusti 2012. http://www.hardcoregaming101.net/silpheed/silpheed2.htm. Läst 8 juni 2014.